# Acido astatidrico
L'acido astatidrico o astatano è un idracido dell'astato di formula HAt, costituito da un atomo di astato legato covalentemente con un atomo di idrogeno.

## Descrizione
Tale composto chimico mostra proprietà simili a quelle degli altri quattro acidi alogenidrici, ed è, tra questi, l'acido più forte. Tuttavia il suo impiego è molto limitato, dal momento che si decompone rapidamente in idrogeno e astato elementari. Poiché i due atomi hanno quasi la stessa elettronegatività, e lo ione At+ è stato osservato, la dissociazione può concludersi con la cessione di un elettrone all'atomo di idrogeno (ovvero come un idruro). Pertanto, l'acido astatidrico può dare origine alla seguente reazione, in cui l'alogeno precipita:
{\displaystyle {\ce {2 HAt -> H+ + At- + H- + At+ -> H2 + At2}}}
Si produce così idrogeno gassoso e astato precipitato. Inoltre la tendenza per gli acidi alogenidrici (HX) è che l'entalpia di formazione si abbassa scendendo nel gruppo con l'alogenuro. Mentre le soluzioni acquose di acido iodidrico sono stabili, la soluzione di acido astatidrico è chiaramente meno stabile del sistema acqua-idrogeno-astato a livello elementare. Infine, la radiolisi dei nuclei di astato potrebbe recidere i legami H-At.
L'astato non ha infatti isotopi stabili. Il più stabile è l'astato-210 (210At), che ha una emivita di circa 8,1 ore rendendo così i suoi composti particolarmente difficili da lavorare.